# Кибальчич, Турвонт Венедиктович
Турвонт Венедиктович Кибальчич (1848—1913) — русский археолог.
Почётный вольный общник Императорской Академии художеств, действительный член Императорского Русского археологического общества, автор ряда трудов.

## Биография
Родился в 1848 году в Роменском уезде Полтавской губернии в дворянской семье.
Учился в Санкт-Петербургской Академии художеств. Собрал первую коллекцию орудий мезолита в Полесье и большую коллекцию гемм античных городов Северного Причерноморья (также изучал их историю). В 1876 году Кибальчич создал художественный альбом с научными комментариями об обнаруженных в Северном Причерноморье и Крыму скифских древностях. В 1877 году в собственном доме на Лукьяновке (Киев) открыл археологический музей, который впоследствии перенес в дом княгини Трубецкой (ул. Владимирская, 3).
В 1886 году, как председатель комиссии по восстановлению храма Св. Климента в Киеве, Т. В. Кибальчич был откомандирован в Крым для изучения аналогичного храма в Инкермане (обследовал его и снял планы). Благодаря его публикациям сохранилась информация о ряде утраченных редких археологических артефактов.
В 1883 году из Академии художеств в Российскую национальную библиотеку была передана коллекция рукописей и старопечатных книг Т. В. Кибальчича.
Умер 5 апреля 1913 года. Похоронен на Семёновском кладбище.